# Cortinarius hoeftii
Cortinarius hoeftii är en svampart som först beskrevs av Johann Anton Weinmann, och fick sitt nu gällande namn av Elias Fries 1838. Cortinarius hoeftii ingår i släktet Cortinarius och familjen spindlingar.   Inga underarter finns listade i Catalogue of Life.